# Garai Miklós (nádor, 1366–1433)

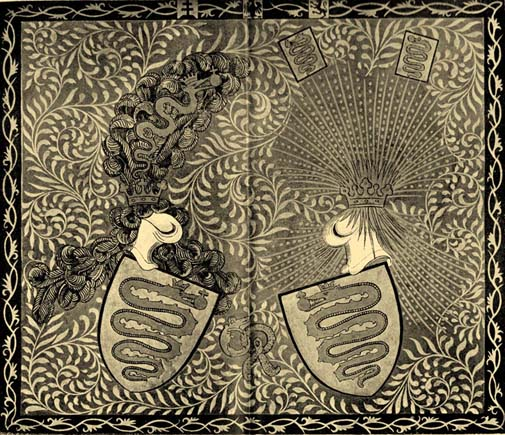
A francia király címeradománya Garai Miklós részére egy 1416. március 26-án kelt oklevélen

Garai Miklós (1366 körül – 1433. december 31. előtt) horvát-szlavón bán 1394-től 1402-ig és a Magyar Királyság nádora 1402-től 1433-ig.

## Élete
Id. Garai Miklós elsőszülött fia. Tovább fejlesztve családja hatalmát és gazdagságát, a legnagyobb magyar feudális magánhatalmat sikerült kialakítania. 1386-ban megmenekülve a garai vérengzésből Zsigmondhoz csatlakozott és a délvidéken szerzett érdemeket. 1387-ben macsói bán lett (1390-ig), 1388-ban Verőce megye főispánja lett, 1388-ban a Szerémségben Horváti János seregét verte tönkre. 1390-ben átmenetileg kénytelen volt helyét a Losonciaknak átadni, mert a déli határon végleges konszolidációt nem tudott teremteni.
1392-ben újra előtérbe került. Részt vett a havasalföldi hadjáratban, ahol 1395-ben Perényi Péterrel együtt Garai Miklós fedezte Zsigmond visszavonulását, majd 1396-ban a nikápolyi csatában. Adott szavának megszegésével 1397. február 27-én Cillei Hermannal együtt meggyilkolta a két fegyvertelen Lackfit, ezzel utolsó komoly vetélytársát tette el láb alól. Ugyanebben az évben horvát-szlavón bán lett.
1401-ben a király elfogását nem ellenezte, sőt abban részt vett, de testvérét és fiát túszul adva kieszközölte, hogy Zsigmondot siklósi várában őrizhesse. 1401-ben jött létre a Siklósi Liga, amely Zsigmond számára a magyar koronát, Garai Miklós számára pedig gyakorlatilag a korlátlan hatalmi befolyást biztosította. Zsigmond bűnbocsánatot hirdetett az ellene felkelt főuraknak. 1401. október 27-én Pápán tartották azt a főúri gyűlést, ahol megbocsátott az őt fogva tartó főuraknak és nádorrá választották Garai Miklóst. Innentől fogva, a főúr csak gyarapította a hatalmát és tekintélyét. 1404 júniusában, már az ő alnádora volt a hűséges és bizalmas familiárisa Thapsoni Anthymus János mester, aki közel egy évtizedig ezt a tisztséget töltötte be.
Luxemburgi Zsigmond úgy döntött, hogy felbontja Piast Margit briegi hercegnővel kötött, de be nem végzett házasságát, majd meglátogatta Cillei Hermannt és eljegyezte az akkor kilencéves leányát, Cillei Borbálát. Garai Miklós feleségül vette Borbála nénjét, Annát, mivel rokonságba került a magyar királlyal. Cillei Hermann elsőszülött fia pedig feleségül vette Frangepán Erzsébetet.
A Siklósi Ligát ezek a házasságkötések is megerősítették. A Siklósi Ligához csatlakozott Cillei rokonain a stájer Albenieken kívül a Frangepán, Medvei, Blagai és Korbáviai rokonság, Garai sógora, Lazarevics István szerb despota és unokaöccse, Brankovics György is. Hűséges szolgálatait a magas hivatalokon kívül hatalmas birtokok adományozásával jutalmazta Zsigmond király. 1397-ben Korčula szigetét, 1406. augusztus 1-én egész Liptó vármegyét megkapta. Zsigmond hosszú távollétei alatt a királyi helytartói címmel forma szerint is felruházott, külföldön „Magyarország nagy grófja”-ként emlegetett Garai Miklós uralkodott. Első felesége Lázár, szerb fejedelem leánya volt, második Cillei Anna, a királyné nővére. Első feleségétől egy fia, (III.) Miklós, második feleségétől két fia: László, a későbbi nádor és János született.
Egyik alapítója volt a Zsigmond által létrehozott Sárkány Lovagrendnek. Zsigmond a Sárkány Lovagrendbe fogta össze 24 leghűségesebb támogatóját, amelynek tagjait örök hűségre kötelezte a dinasztia és egymás iránt. Garai Miklós Zsigmond kíséretében tevékenykedett a konstanzi zsinaton (előkészítette XXIII. János ellenpápa lemondatását), elkísérte 1415-ben Aragóniába, Franciaországba és Angliába is (1416), az utóbbi helyen ő vezette a diplomáciai tárgyalásokat.
II. Garai Miklós 1416. március 26-án Párizsban VI. Károly francia királytól nyert címeradományt.
1431-ben Nürnbergbe ment Zsigmonddal, s onnan tárgyalt Velencével. A nádori címet a haláláig viselte.

## Házasságai és gyermekei
Garai Miklós először feleségül vette Jelena (Todora) Lazarevic (†1405 előtt) hercegnőt, I. Lázár szerb cár nővérét. Ebből a házasságból származott:
- Garai Miklós (†1436 előtt).
- Garai Katalin (+1471/83), V. Henrik görzi gróf felesége.

A második feleségét 1405 augusztusában vette el: Cillei Anna grófnőt, Cillei Hermann lányát. A második házastársától született:
- Garai Dorottya, aki először Kanizsai László, majd Rozgonyi Renaldus neje volt.
- Garai Borbála, Kórógyi János (+1456), országbíró felesége.
- Garai László, Magyarország nádora.